# East Finchley (métro de Londres)
East Finchley (en anglais : East Finchley tube station ou East Finchley Underground Station), est une station, de la branche de High Barnet, de la ligne Northern du métro de Londres, en zone 3 Travelcard. Elle est située sur la High Road, à Finchley, sur le territoire du borough londonien de Barnet, dans le Grand Londres. 

## Situation sur le réseau
La station East Finchley, sur la branche de High Barnet, de la ligne Northern du métro de Londres est située entre la station Finchley Central, en direction de la station terminus nord de la branche High Barnet, et la station Highgate en direction du terminus sud Morden. Elle dispose de quatre voies de qui encadrent deux quais centraux numéroté 1-2 et 3-4.

Plans de la ligne, du métro et des transports à Londres
Ligne Northern.
Métro.
Réseaux de Londres.

## Histoire
Comme toutes les autres stations au nord, East Finchley est mise en service en 1867 comme une gare de la Great Northern Railway. 
En 1935, le métro de Londres décide d'utiliser toute la ligne entre Finchley et Barnet pour les extensions de la Northern line au nord. Comme résultat, avec sa conversion à une station de métro, le bâtiment originel est alors démoli et complètement rebâti dans une combinaison des styles Art déco et paquebot populaire en ces temps-là. L'architecte est Charles Holden. La Northern line commença à desservir la station en 1939, et la Great Northern Railway abandonna la station en 1941.

## Services aux voyageurs

### Accès et accueil
L'entrée principale de la station est située sur la High Road, à Finchley.

### Desserte
La station East Finchley est desservie par les rames de la ligne Northern du métro de Londres circulant sur la relation High Barnet (ou Mill Hill East) - Morden (ou Kennington).

Installations et Desserte
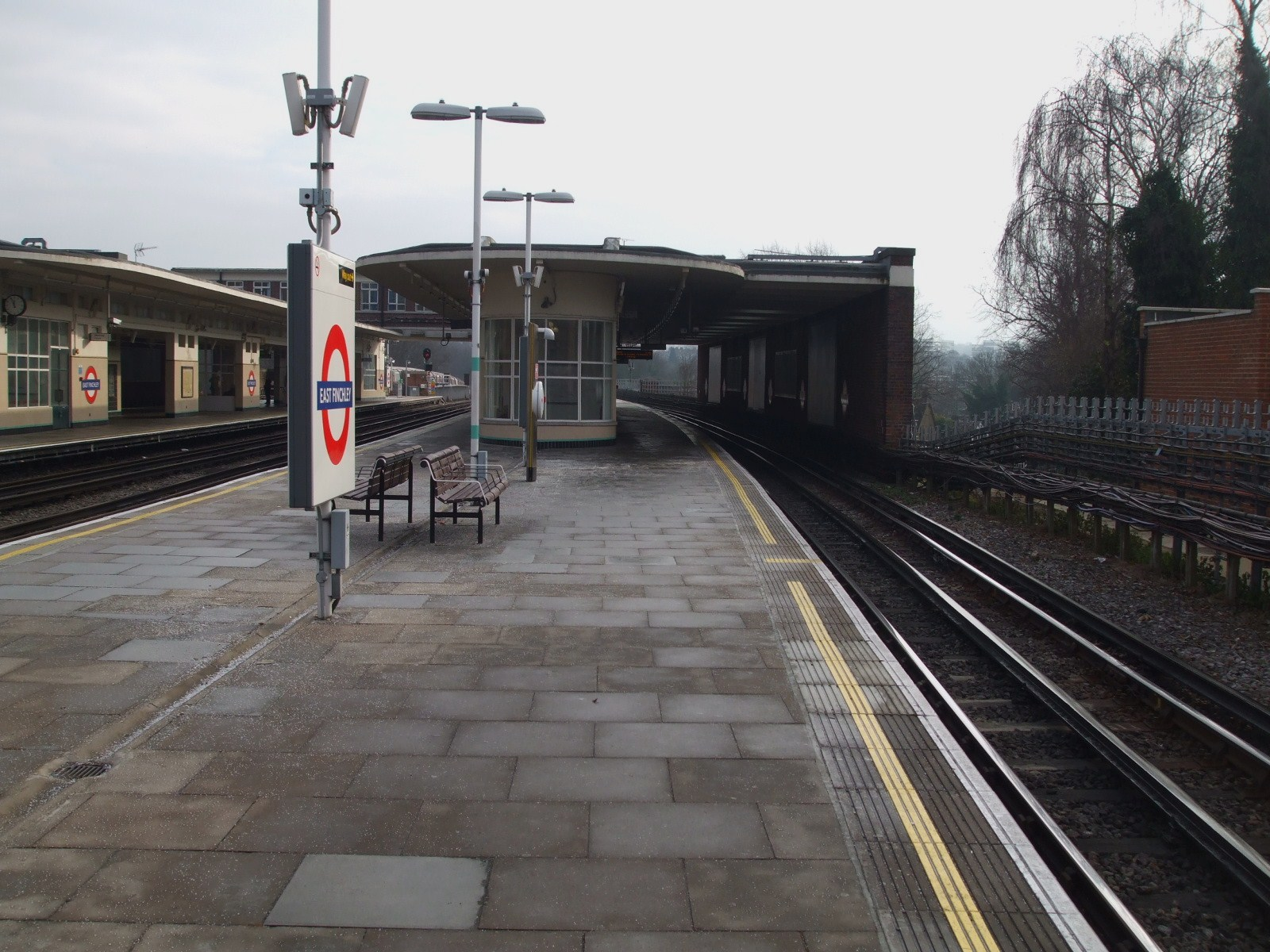
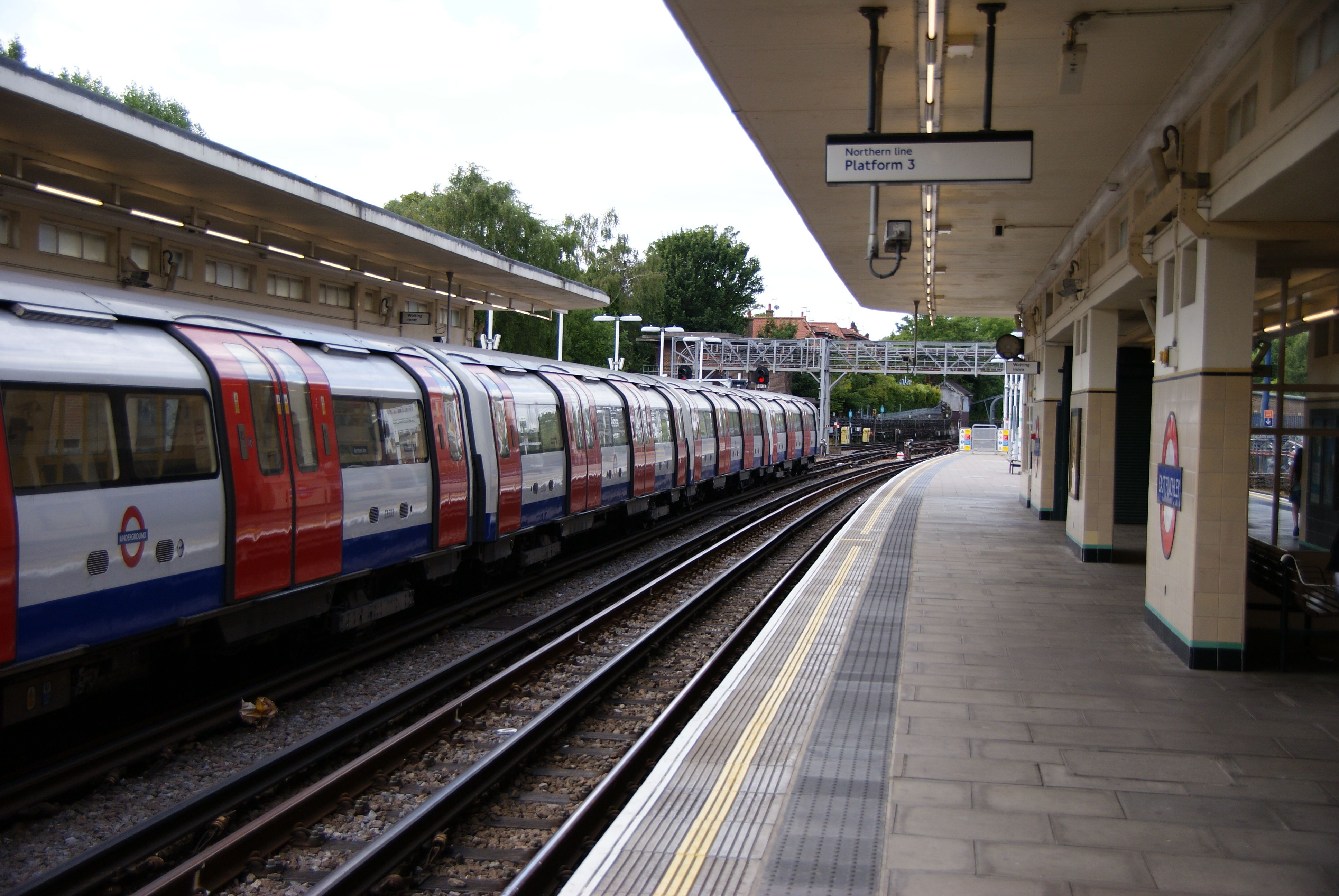
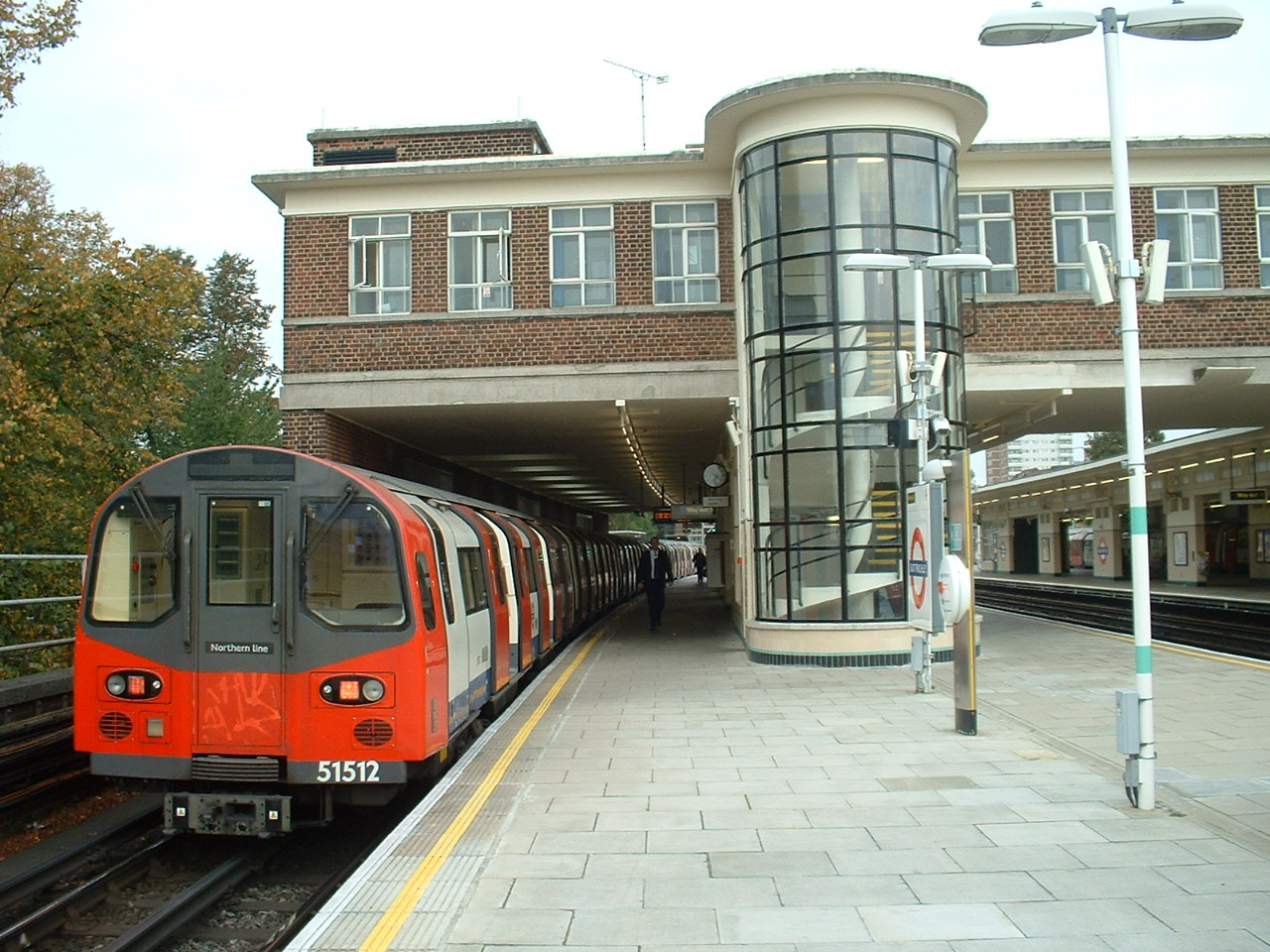

### Intermodalité
Elle est desservie par des autobus de Londres des lignes 102, 143, 234, 263, 603, H3 et N20.

## Patrimoine ferroviaire
Sur la façade de la station, de style « paquebot », se trouve une statue d'un archer s'agenouillant avec un arc. Elle est due au sculpteur Eric Aumonier dans les années 1930.

Détails façade Art déco
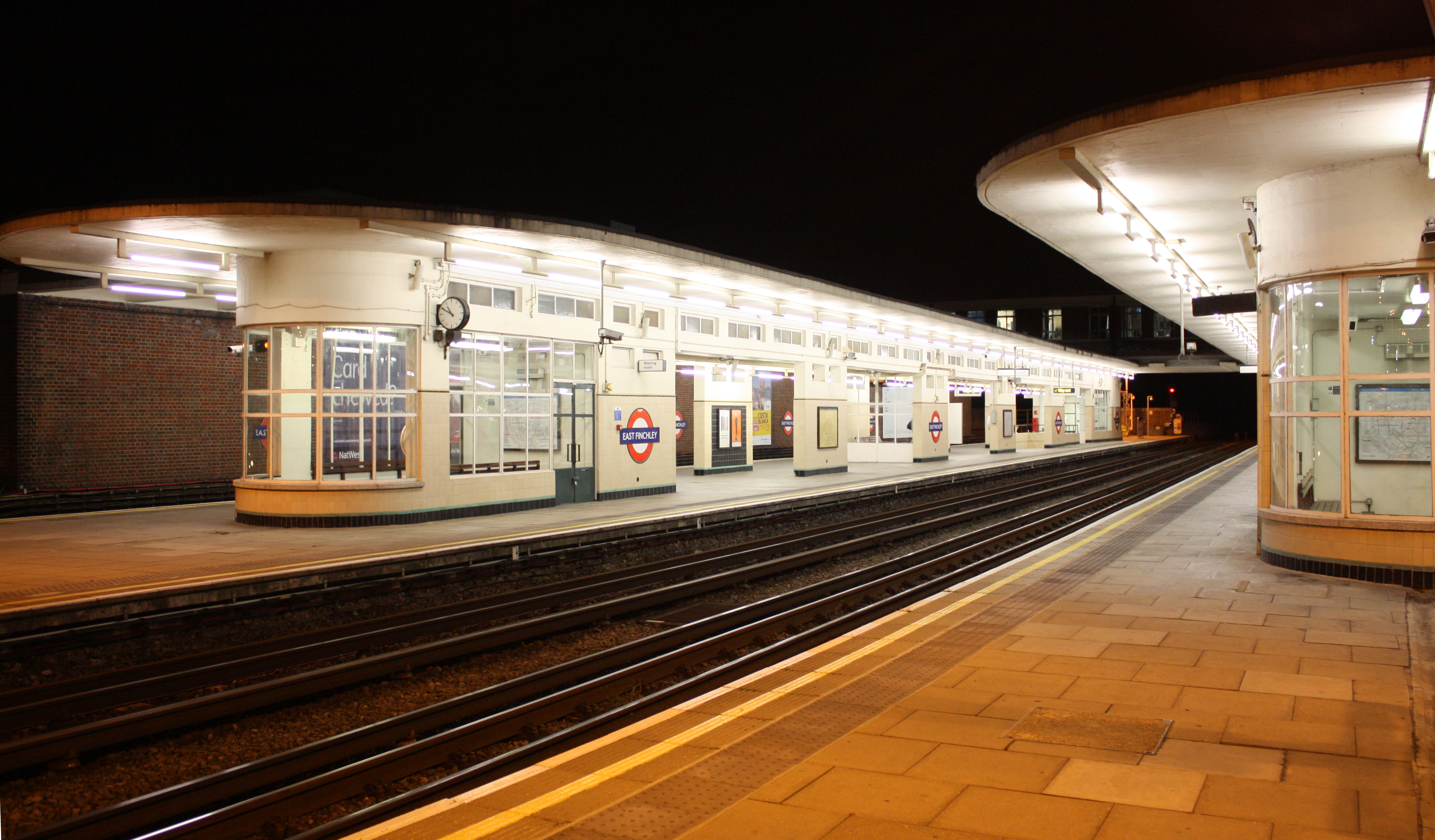
Quais et bâtiment.
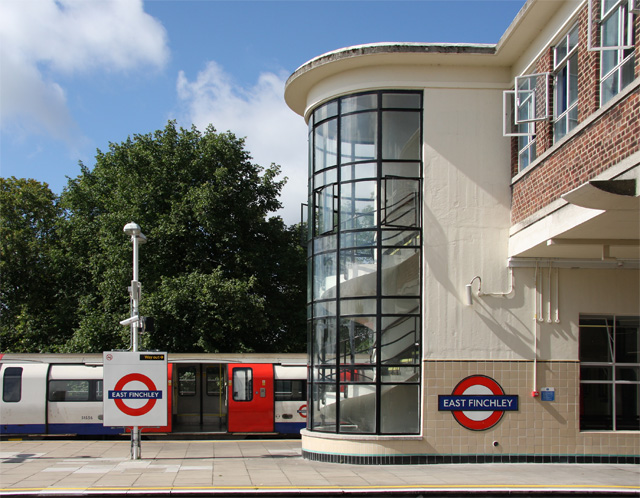
Quais et bâtiment.
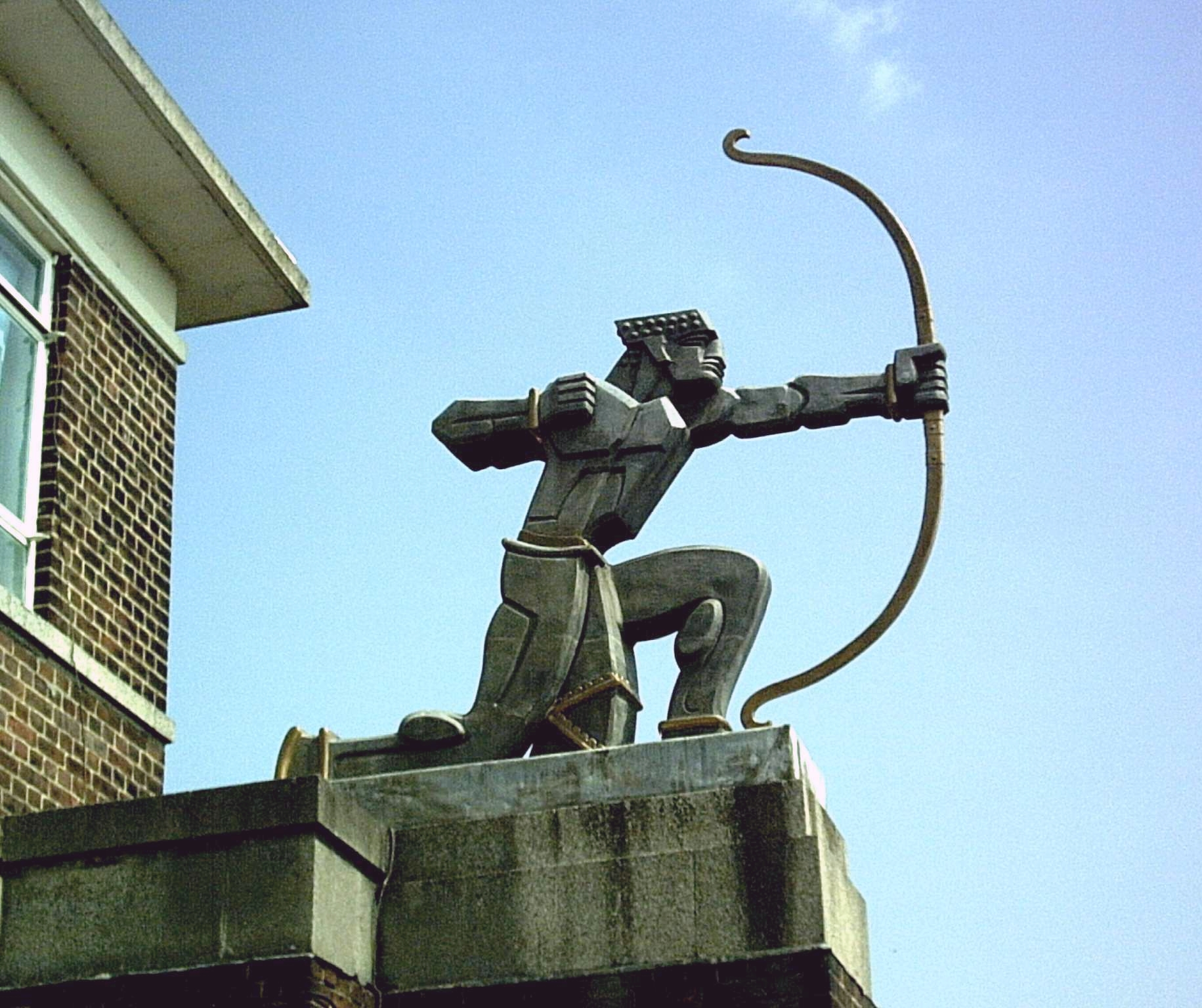
Statue d'un archer.

## À proximité
- Finchley